# MG74通用機槍
MG74（「Maschinen」就是「Machine」；「gewehr」就是「gun」；加上「74」意為：機槍（19）74型）是一款由奧地利槍械製造商斯泰爾-曼利夏獲得莱茵金属MG3的本土生產權以後研製、貝瑞塔所生產的通用機槍。它亦是MG42的進一步發展型之一，自1974年以來一直是奧地利聯邦軍的制式機槍。發射7.62×51毫米北約口徑制式步枪子彈。

## 歷史
第二次世界大战結束以後，1955年5月15日，奧地利共和國恢復完全獨立，同時成立該國新軍——奧地利聯邦軍。 那時，聯邦軍暫時裝備了從駐紮的美軍撤出以後，在庫存所留下來的舊式白朗寧M1919中型機槍等過時裝備。
直到1959年，這些白朗寧M1919在很大程度上被7.62毫米口徑非德製（斯泰爾、貝瑞塔生產）的MG42/59（為MG42的7.62×51毫米北約口徑版本，MG3的前身；又稱MG1A2）所取代。根據奧地利“國家條約”規定，禁止使用德國製造武器，只能引進自己生產的現代武器。聯邦軍兵器技術局與斯泰爾-曼利夏和貝瑞塔合作，以MG42/59為基礎，為聯邦軍研發該機槍的升級型。目標包括降低射速（減少槍管磨損，並使得射手更容易瞄準和控制武器），減輕重量，以及瞄準器更為多用途化。據報告，由於1968年布拉格之春事件，需要一款機槍，而當時在市場上尚未有新型的5.56×45毫米北約口徑機槍。
1974年，該機槍的研發得以完成。它獲命名為MG74，取代了奧地利軍隊的MG42/59。與傳統的MG42相比，MG74降低射速以實現延長槍管壽命和提高的瞄準精度；而另一方面減輕重量之外，還設計了各款新型槍架和瞄準具以便轉用於各種用途。

## 類型和應用
MG74是一挺全自動、開膛待擊以及反沖作用的通用機槍，採用了剛性閉鎖，槍管可快速拆卸和相互更換。彈藥是從機匣左側的進彈口，通過鋼製彈鏈所供給。MG74通常是聯邦軍步兵團的主要武器，但也可被用作機載武器或在某些部隊發配兩挺該武器。
MG74可使用內置的兩腳架或架設於74型輔助三腳架（Lafette 74；「Lafette」就是「Carriage」，這裡可指三腳架），以增加射程和打擊空中目標。該機槍亦可裝設在車輛或車載支架（79型槍架，或81型機槍支架；Lafette 79，與MG-Halterung 81；這裡的「Lafette」則是指槍架，「Halterung」則是「支架」）以上使用。獵人班組所裝備的MG74是由第一機槍手（Maschinengewehrschützen 1，縮寫「MGSch 1」）和第二機槍手（「MGSch 2」）所操作，整排稱為機槍小隊（Maschinengewehrtrupp，縮寫「MG-Trupp」）。
以內置的兩腳架輔助的射程為600公尺，而裝上ZF74潛望式光学瞄准镜時可增至1,000公尺；改為架設於74型輔助三腳架以上時，射程可望進一步增加。

## 在MG42以上的改進
- 採用7.62×51毫米北約標準口徑步枪子彈。
- 為了延長槍管的使用壽命和瞄準精度，以將射速降低至850—900發／分鐘。
- 槍機重量加重至950克，比MG3的槍機重275克，藉以降低射速；如果需要，可以通過更換槍機以改變射速。
- 採用現代化深綠色聚合物槍托和握把以減輕重量（MG42仍為木材槍托和握把）。
- 照門座調整為水平35°，垂直15°；可選裝額外的防空瞄準具。
- 可半自動（英语：Semi-automatic firearm）射擊，亦可配備冬季式扳機。

## 使用國
- 奥地利：本土生產，命名為MG74。
- 巴西
- 摩洛哥

## 圖集

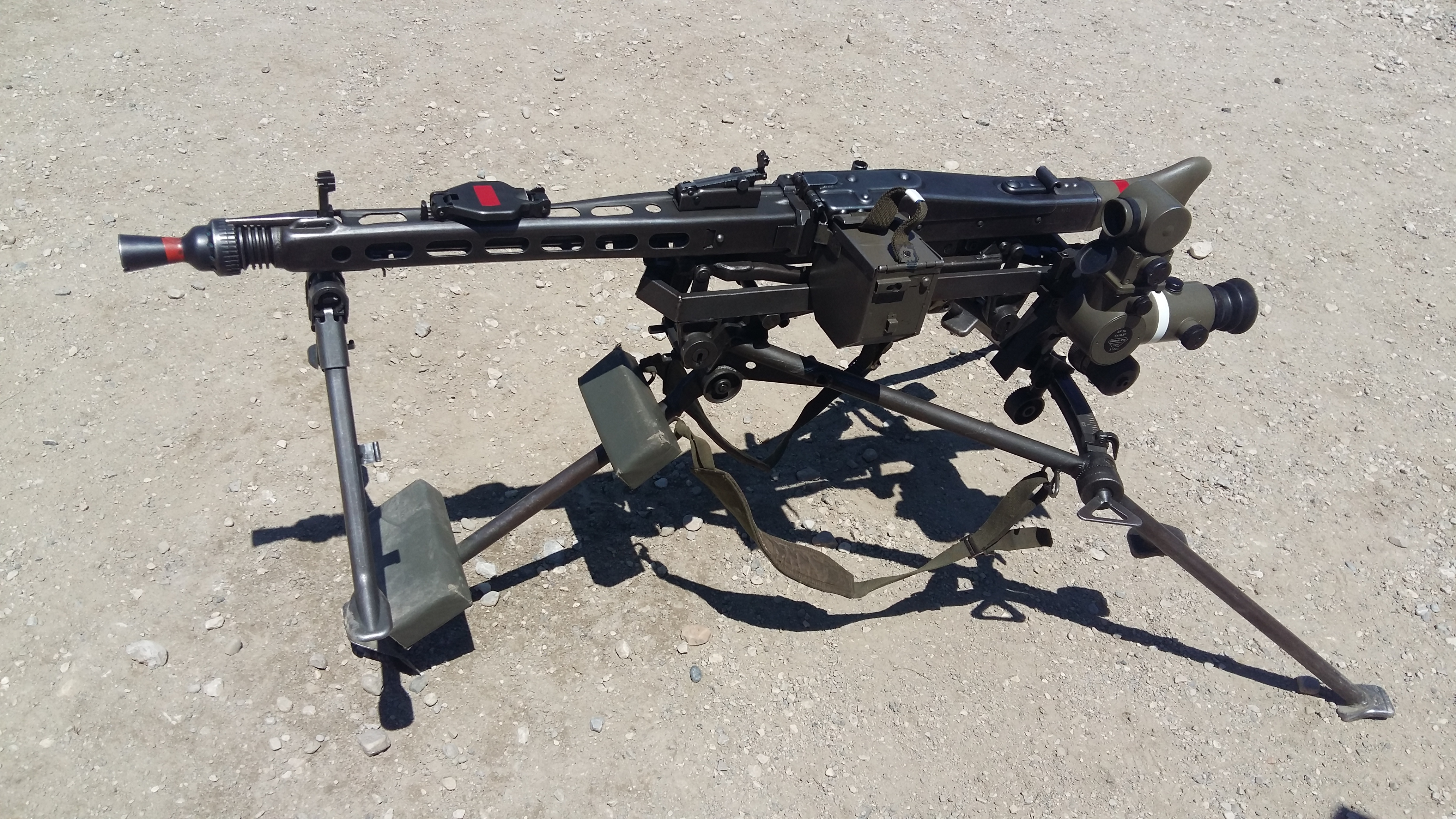
裝設於三腳架以上並且裝上ZF74潛望式瞄準鏡的MG74。
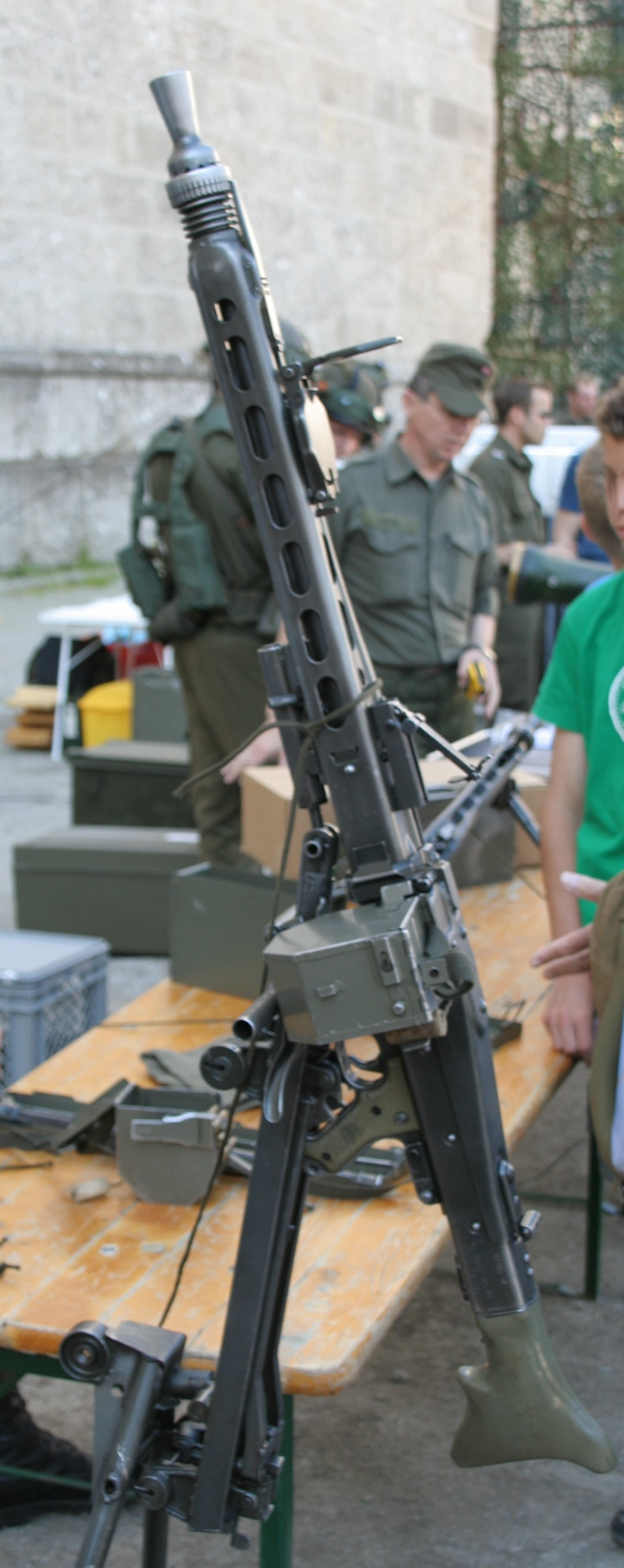
裝設於轉為高射狀態的三腳架以上的MG74。

## 資料來源
1. ↑  RAL 7013  请检查|url=值 (帮助).   [2015-01-18]. （原始内容存档于2020-08-03）.

## 外部連結
- （德文）—Maschinengewehr 74 （页面存档备份，存于） - 奧地利陸軍官方網站的裝備介紹頁面
- （德文）—RAL 7013 - 7,62 mm Maschinengewehr MG 74 (Steyr) （页面存档备份，存于） - DOPPELADLER.COM